# بصیرا
بصیرا (به عربی: بصیرا) یک منطقهٔ مسکونی در اردن است که در استان طفیله واقع شده‌است. بصیرا ۱۰٬۵۸۷ نفر جمعیت دارد.